# Ferdinand Buisson
Ferdinand Édouard Buisson (n. 20 decembrie 1841, Paris – d. 16 februarie 1932, Thieuloy-Saint-Antoine) a fost un academician,  pastor protestant, pacifist și politician socialist francez. A condus Liga Drepturilor Omului. 
A fost cofondatorul și președintele Ligii Apărării Drepturilor Omului din 1914 până în 1926 și a Ligue de l'enseignement (Liga învățământului) între anii 1902-1906. În 1927 a primit, împreună cu politicianul german Ludwig Quidde, Premiul Nobel pentru Pace.
Filozof (profesor agregat în filozofie), educator și om politic francez, a fost inspector general în învățământul de stat. Este autorul unei teze despre Sébastien Castellion. A fost, de asemenea, și francmason, în loja Grand Orient (Marele Orient) din Franța. Ferdinand Buisson a fost președintele Asociației naționale a liberilor cugetători. În 1905 prezidă comisia parlamentară care avea ca scop separarea statului de biserică.
Celebru pentru lupta pe care a purtat-o cu ajutorul Ligii învățământului în favoarea unui învățământ naționalizat și laic, funcționar, deputat, apropiat al lui Jules Ferry, a inventat substantivul „laicitate”.
A fost inițiatorul masificării învățământului primar, ceea ce a dat numeroase drepturi celor care nu aveau nici un drept (elevii cu deficiențe și elevii handicapați), dând naștere în același timp condițiilor gravei crize a educației actuale.

## Biografie
A absolvit Liceul Condorcet, apoi devine profesor agregat în filozofie. Reprezentant al protestantismului liberal, se exilează de bună voie în Elveția în timpul celui de-al doilea imperiu, din 1866 până în 1870, pentru că refuza să depună jurământul în fața noii puteri; a fost profesor la academia din Neuchâtel. Încă din 1867 participă la Congresul internațional al Ligii internaționale permanente de pace și elaborează, împreună cu Jules Ferrz și Victor Hugo, un program pentru abolirea războiului prin intermediul educației. În același timp, încearcă să pună bazele unei Biserici protestante liberale, făcând apel la pastorii Jules Steeg și Félix Pécaut.
Întors în Franța după căderea celui de-al doilea imperiu, și-a luat angajamentul, în timpul asediului Parisului, de a proteja pe cei orfani, fapt ce va duce la înființarea primului orfelinat laic, Orfelinatul din Seine.
Pentru că a refuzat să predea filozofia, fiind dornic să muncească pentru copiii cei mai săraci, a fost numit șef al instituțiilor școlare din Paris, datorită prietenului său Jules Simon, ministru al învățământului. Ajută orfelinatul din Cempuis, înființat de către filantropul laic Joseph Prevost, și îl numește pe Paul Robin director al orfelinatului.
Jules Ferry, succesorul lui Jules Simon, l-a numit la conducerea Învățământului primar între anii 1879 și 1896, pentru a-i supraveghea pe cei care sriau și concepeau legile cu privire la laicitate. Deputat al regiunii Seine între anii 1902-1914 și 1919-1924, a fost mai ales un puternic apărător al învățământului profesional obligatoriu și al dreptului de vot pentru femei. În 1890 devine profesor de pedagogie la Sorbona. În 1898, partizan al apărării căpitanului Dreyfus, participă la înființarea Ligii Franceze a Drepturilor Omului, al cărei președinte va fi între anii 1913-1926.
În 1905 a fost președintele comisiei parlamentare care a redactat legea separării statului de biserică.
Ferdinand Buisson a fost de asemenea responsabilul unei lucrări remarcabile: Dicționarul pedagogic, pentru redactarea căruia a fost nevoie de mai mult de 350 de colaboratori. Prima ediție a fost publicată de editura Hachette între anii 1882-1887. O nouă ediție a apărut în anul 1911. Nelimitându-se doar la rolul de responsabil al lucrării, Buisson a scris articole emblematice, ca Laïcité (Laicitate), Intuition (Intuiție), Prière (Rugăciune) etc. Dicționarul său este considerat Biblia școlii laice și republicane.
Partizan al Societății Națiunilor încă de la început, se dedică apoi apropierii franco-germane mai ales după ocuparea regiunii Ruhr din 1923, invitând în Paris pacifiști nemți și mergând în Berlin. În 1927, împreună cu profesorul german Ludwig Quidde, a primit premiul Nobel pentru Pace.

## Lucrări
- Le Christianisme libéral, Cherbuliez, Paris, 1865, reeditat Théolib, 2008. (Creștinismul liberal)
- De l'enseignement de l'histoire sainte dans les écoles primaires, 1869, reeditat Théolib, 2008. (Despre predarea istoriei sfânte în clasele primare
- Sébastien Castellion, sa vie, son oeuvre, Hachette, Paris, 1892, 2 volume. (Sébastien Castellion, viața și opera lui)
- La Religion, la Morale et la Science, quatre conférences. Fischbacher, Paris, 1900, reeditat Théolib, 2008. (Religia, morala și știința, patru conferințe)
- Condorcet. – Reeditare : Alcan, Paris, 1929.
- (Dir.) Dictionnaire de pédagogie et d'instruction primaire (două ediții, în 1887 și în 1911). – Reeditare : Alcan, Paris, 1929. (Dicționar pedagogic)
- (Dir.) Nouveau dictionnaire de pédagogie et d'instruction primaire (Noul dicționar pedagogic)
- Éducation et République. Reditare : Kimé, Paris, 2003. (ISBN 2-84174-293-8)
- La politique radicale, 1908. (Politica radicală)
- Le vote des femmes, Paris, H.Dunod et E.Pinat,1911 (Votul femeilor)
- L'avenir du sentiment religieux' (1914), Fischbacher; 1923, reditare Théolib, 2008. (Viitorul sentimentului religios)
- Le fonds religieux de la morale laïque, în Revue pédagogique (Revista pedagogică), reeditare Théolib, 2008. (Fondul religios a moralei laice)
- Sommes-nous tous des libres croyants, Éditions Le foyer de l'âme/Église réformée de la Bastille, 1992 Omagii toponimice postume

## Omagii postume
Numeroase instituții școlare și numeroase străzi îi poartă numele. Fără a fi exhaustivi, putem menționa mai ales (orașele sunt organizate în ordine alfabetică):
| - un liceu din Acquigny - un liceu din Ansauville - un liceu din Antony - o alee din Argelès-sur-Mer - o stradă din Bègles - o piață din Bordeaux - un bulevard din Boulogne-Billancourt - o stradă din Boulogne-sur-Mer - o școală și un bulevard din Bron - o școală din Brest - un bulevard din Draguignan - un liceu din Elbeuf - o stradă din Castres - un liceu din Ermont - un liceu din Granville - un școală din Grand Couronne - un liceu din Grandvilliers - un liceu din Guiscard - un liceu din Juvisy-sur-Orge - o școală din La Riche - o școală din Havre | - o școală din Lille - o stradă din Limoges - un liceu din Louviers - o stradă din Lyon - o școală din Mantes-la-Jolie - o școală din Meudon - o stradă din Montreuil - un bulevard din Neuilly-sur-Marne - o școală din Niort - un bulevard din Paris - o stradă din Perpignan - o școală din Quimper - o piață din Saint Etienne - o școală din Saint-Omer - o piață din Saint Priest - o școală din Sarlat - un liceu din Thiaucourt - o școală din Vitry-le-François - un liceu din VoironAAC |  |

## Cărți
- Sommes-nous tous des libres croyants ? Arhivat în 20 august 2008, la Wayback Machine., Ferdinand Buisson și Charles Wagner